# Stachytarpheta longiflora
Stachytarpheta longiflora là một loài thực vật có hoa trong họ Cỏ roi ngựa. Loài này được Turcz. miêu tả khoa học đầu tiên năm 1863.